# Gilbert Kaplan

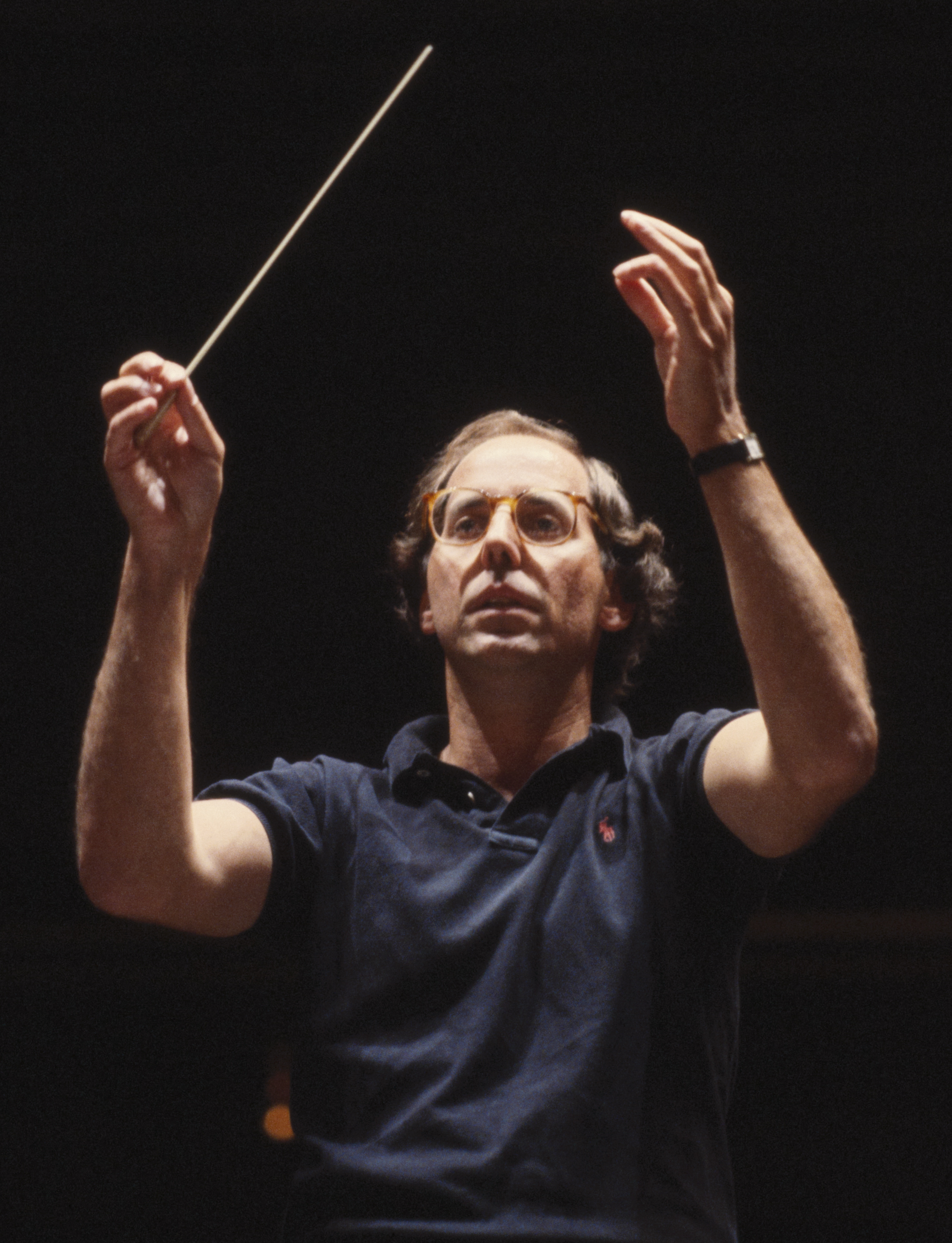
Gilbert Kaplan (1982)

Gilbert Edmond Kaplan (* 3. März 1941 in New York City, New York; † 1. Januar 2016 ebenda) war ein US-amerikanischer Unternehmer und Wirtschaftsjournalist, der als Amateurdirigent zu einem weltweit bekannten Interpreten der 2. Sinfonie Gustav Mahlers avancierte.

## Leben und Werk
Gilbert Kaplan war der Sohn eines Schneiders. Er absolvierte ein Ökonomiestudium und gründete 1967 das Monatsmagazin Institutional Investor, das sich in der Folge sehr erfolgreich entwickelte. 1984 verkaufte Kaplan das Magazin mit erheblichem Gewinn.
1965 beeindruckte ihn eine Aufführung der 2. Sinfonie Gustav Mahlers unter Leopold Stokowski derart, dass er sich – ohne tiefere musikalische Ausbildung, abgesehen von einigen Jahren Klavierunterricht als Kind – zunehmend auf das Studium dieses Werkes konzentrierte. 1981 nahm er Dirigierunterricht bei Charles Zachary Bornstein, einem Absolventen der Juilliard School. Im gleichen Jahr mietete er das American Symphony Orchestra und dirigierte es mit dem 1. Satz der Sinfonie. 1982 dirigierte er die komplette Sinfonie in der Avery Fisher Hall vor geladenem Publikum; die Aufführung wurde anschließend öffentlich wiederholt.
Seitdem entwickelte sich Kaplan zu einem weltweit bekannten Dirigenten der 2. Sinfonie Gustav Mahlers und leitete mehr als 50 renommierte Orchester bei Aufführungen dieses Werks, darunter das Los Angeles Philharmonic Orchestra, das Pittsburgh Symphony Orchestra, das London Symphony Orchestra, das NDR Sinfonieorchester, das Orchester der Deutschen Oper Berlin, das Bayerische Staatsorchester, die Prager Symphoniker, das Israel Philharmonic Orchestra, die Sankt Petersburger Philharmonie, das Beijing Symphony Orchestra (chinesische Erstaufführung von Mahlers 2. Sinfonie) oder das Melbourne Symphony Orchestra. 1996 wurde er als erster Amateurdirigent eingeladen, bei den Salzburger Festspielen zu dirigieren.
Kaplans Einspielung von Mahlers 2. Sinfonie mit dem London Symphony Orchestra 1987 wurde 1988 von der New York Times zu einer der Records of the Year gewählt. In mehr als 175.000 Exemplaren verkauft, wurde sie zur meistverkauften Mahleraufnahme der Geschichte. Eine zweite Einspielung des Werks unter Kaplan erfolgte 2002 mit den Wiener Philharmoniker.
Kaplans dirigentische Fähigkeiten waren trotz diverser Auszeichnungen nicht unumstritten. So hielten ihm Mitglieder des New York Philharmonic 2008 öffentlich handwerkliche Mängel vor.
Kaplan widmete sich fast ausschließlich der 2. Sinfonie Mahlers, einzige Ausnahmen bilden das „Adagietto“ aus Mahlers 5. Sinfonie, das er ebenfalls mit dem London Symphony Orchestra aufnahm sowie Mahlers Bearbeitung von Franz Schuberts Streichquartett Der Tod und das Mädchen. Weiterhin fungierte er 1993 als Produzent von Mahler Plays Mahler, einer Aufnahme von Mahlers selbst 1905 auf einem Welte-Mignon-Reproduktionsklavier eingespielten Klavierrollen, die 1994 einen Preis der deutschen Schallplattenkritik erhielt.
Gilbert Kaplan war Fakultätsmitglied der Juilliard School (Evening Division), hielt weltweit Vorträge über Gustav Mahler und publizierte Artikel über ihn. Die von ihm 1985 gegründete Kaplan Foundation setzt sich für die Pflege und den Erhalt des Werks von Gustav Mahler ein. Zu den bisher von der Stiftung geförderten Projekten gehören die Herausgabe von Faksimiles der Autographen der 2. Sinfonie (die Handschrift hatte Kaplan 1984 erworben) und des „Adagietto“ aus der 5. Sinfonie, einer Diskographie aller Mahler-Einspielungen, der Bild-Biographie The Mahler Album (dt. Das Mahler-Album) und der Welte-Mignon-Klavierrollen, die kritische Neuausgabe der Partitur der 2. Sinfonie (Kaplan war gemeinsam mit Renate Stark-Voit Mitherausgeber im Rahmen der Mahler-Gesamtausgabe bei der Universal Edition) sowie die Restaurierung von Gustav Mahlers „Komponierhäuschen“. Ferner veranlasste Kaplan die Veröffentlichung der von Mahler erstellten Streichorchesterversion des Quartetts Der Tod und das Mädchen von Schubert.

## Schriften
- Gilbert Kaplan: How Mahler Performed His Second Symphony. The Musical Times, Vol. 127, No. 1718 (Mai 1986), S. 266–267+269+271
- Gilbert Kaplan: Das Mahler-Album, 1995; 2. erweiterte Auflage: Brandstätter, Wien 2011, ISBN 978-3-85033-501-0.
- Gilbert Kaplan: In einer Note die ganze Welt. In: Frankfurter Allgemeine Zeitung, 6. April 2002 (Original: In One Note of Mahler, a World of Meaning. New York Times, 17. März 2002; online)
- Gilbert Kaplan: The correct movement order in Mahler’s Sixth symphony. Kaplan Foundation, New York 2004, ISBN 0974961302 (online; PDF; 1,7 MB).
- Gustav Mahler: Symphony no. 2 in C minor: Resurrection. Facsimile. Kaplan Foundation, New York 1986, ISBN 0571100643.
- Gustav Mahler: Adagietto. Facsimile, documentation, recording. Gilbert E. Kaplan, ed. Kaplan Foundation, New York 1992, ISBN 0571513220.

## Aufnahmen/Tonträger
- Gustav Mahler: Sinfonie Nr. 2 c-Moll Auferstehungssinfonie – Benita Valente, Sopran; Maureen Forrester, Alt; London Symphony Chorus, London Symphony Orchestra. 1988
- From Mahler with Love. Gustav Mahler: Adagietto aus der Sinfonie Nr. 5 – London Symphony Orchestra. 1992
- Mahler plays Mahler. The Welte-Mignon Piano Rolls – Gilbert Kaplan, Produzent. 1993
- The Kaplan Mahler Edition – enthält: Sinfonie Nr. 2, Adagietto aus Sinfonie Nr. 5, die Mahler-Klavierrollen, Erinnerungen von Musikern an Mahler sowie einen CD-ROM-Abschnitt mit 150 Abbildungen aus dem Mahler-Album. 1996
- Gustav Mahler: Sinfonie Nr. 2 – Latonia Moore, Sopran; Nadja Michael, Mezzosopran; Wiener Singverein, Wiener Philharmoniker. 2003